# 50717 Jimfox
50717 Jimfox este o planetă minoră (asteroid), cu un diametru de 12,029 km, din centura de asteroizi. A fost descoperită pe 11 martie 2000 la Catalina Station⁠(d) de Catalina Sky Survey. 
Obiectul prezintă o orbită caracterizată de o semiaxă mare de 2,7887311243837 UAi, o excentricitate de 0,16, o înclinație de 15,3 ° în raport cu ecliptica.